# Lhakpa Tsamchoe
Lhakpa Tsamchoe (Zuid-India, 1972) is een Indiase actrice van Tibetaanse afkomst. Ze speelde in drie grote filmproducties.
Ze is opgegroeid in Zuid-India waar haar ouders tijdens de Tibetaanse diaspora in 1959 naartoe waren gevlucht. Ze studeerde scheikunde, plantkunde en dierkunde aan de universiteit in Bangalore en tijdens haar studie diende ze twee termijnen als secretaris voor het Tibetaans Jeugdcongres. Haar vader is gekozen lid van de Tibetaanse regering in ballingschap en haar moeder was vicevoorzitter van het Tibetaanse Vrouwenverbond.
In 2001 is ze getrouwd en runt met haar man een kleine boeddhistische boekenwinkel in Boulder (Colorado). Ze is een verknocht volgeling van het Tibetaans boeddhisme (Karma kagyüschool) en gaat drie dagen per maand in retraite om haar geest meer te kalmeren. Sinds november 2006 is ze in retraite gedurende drie jaar, drie maanden en drie dagen.

## Filmcarrière
Sinds 1997 is ze de eerste Tibetaanse vrouw die doorbrak in de mainstream films en werd ze bekend vanwege haar rol naast Brad Pitt en David Thewlis in de film Seven Years in Tibet waarin zij Pema Lhaki speelde, een kleermaakster en de vrouw van de Oostenrijkse bergbeklimmer Peter Aufschnaiter. Een filmploeg ontmoette Tsamchoe in een discotheek, toen ze langs Tibetaanse nederzettingen in India en Nepal trokken.
In 1999 speelde ze als Pema een hoofdrol in de Nepalese film Himalaya (ook bekend onder de naam Caravan), als weduwe van het omgekomen opperhoofd en moeder van de zoon van het oude opperhoofd Tinle die in de film de rivaliserende Karma de baas wil blijven. Deze film won meerdere internationale prijzen.
In 2006 vertolkte ze in de Bhutaans-Indiase film Milarepa de rol van Tante Peydon tijdens de opkomende jaren van de Tibetaanse heilige, Milarepa (1052-1135).
- Bibsys: 4108429
- Biblioteca Nacional de España: XX5243366
- International Standard Name Identifier: 0000 0001 3999 2498
- Library of Congress Control Number: no2014155490
- Système universitaire de documentation: 150164238
- Virtual International Authority File: 215316139
- WorldCat: E39PBJtRQtFXFcf7tQ7w77yyBP